# Al-Hadi

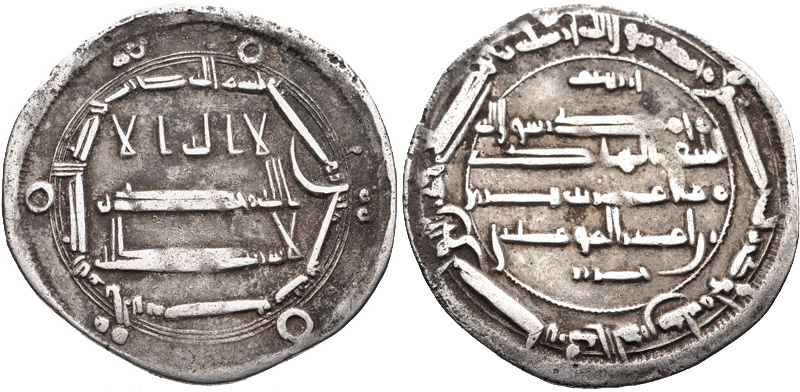
Dirham de Al-Hadi

Abu Abdullah Musa ibn al-Mahdi al-Hadi 
(en árabe: أبو عبد الله موسى بن ألمهدي الهادي) (nacido el 26 de abril de 764 – fallecido el 14 de septiembre de 786) fue un califa abasí que sucedió a su padre Al-Mahdi y reinó desde 785 hasta su muerte en 786.
En su corto reinado, tuvo que hacer frente a varios conflictos. La revuelta de Husáin ibn Alí ibn Hasan estalló cuando este se proclamó califa en Medina. Al-Hadi acabó con la revuelta y mató a Husáin, pero uno de sus primos huyó a Marruecos donde fundaría el principado idrisí. Al-Hadi también tuvo que hacer frente a un ataque del Imperio bizantino.
Le sucedió su hermano menor Harún al-Rashid.
| Predecesor: Al-Mahdi | Califa Abasí 785-786 | Sucesor: Harún al-Rashid |

- Datos: Q293490
- Multimedia: Al-Hadi / Q293490